# Chumps and Chances
Chumps and Chances è un cortometraggio muto del 1917 diretto da Lawrence Semon (Larry Semon).

## Produzione
Il film fu prodotto dalla Vitagraph Company of America (come Big V Comedies).

## Distribuzione
Distribuito dalla Vitagraph Company of America, il film - un cortometraggio in una bobina - uscì nelle sale cinematografiche statunitensi il 27 agosto 1917. Ne venne fatta una riedizione che fu distribuita sul mercato americano il 14 ottobre 1918.
Non si conoscono copie ancora esistenti della pellicola che viene considerata presumibilmente perduta.